# Прост, Люси
Люси Прост (фр. Lucie Prost; 2 апреля 1905, XI округ Парижа — 28 июня 1970, XVI округ Парижа) — французская фехтовальщица-рапиристка. Участница летних Олимпийских игр 1924 и 1928 годов.

## Биография
Люси Прост родилась 2 апреля 1905 года во французском городе Париж.
Занималась фехтованием.
В 1924 году вошла в состав сборной Франции на летних Олимпийских играх в Париже. В личном турнире рапиристок в четвертьфинальной группе заняла 1-е место, победив Ханну Олсен из Швеции — 5:2, Ингеборг Буль из Дании — 5:0, Адриану Адмирал-Мейеринк из Нидерландов — 5:2, Жанну Моргенталер из Швейцарии — 5:1 и уступив Мюриэл Фримен из Великобритании — 4:5. В полуфинальной группе заняла 4-е место, победив Эмму Фиттинг из Швейцарии — 5:3 и Эллен Хэмилтон из Швеции — 5:0, уступив Глэдис Дэвис из Великобритании — 4:5, Грете Хекшер из Дании — 2:5 и Гизелле Тари из Венгрии — 3:5.
В 1928 году вошла в состав сборной Франции на летних Олимпийских играх в Амстердаме. В личном турнире рапиристок в четвертьфинальной группе заняла 2-е место, победив Ольгу Элькерс из Германии — 5:4, Гизеллу Тари из Венгрии — 5:2, Марго Беренцен из Дании — 5:0, Фредерике Кодериш из Нидерландов — 5:2 и уступив Глэдис Дэниелл из Великобритании — 3:5. В полуфинальной группе заняла 7-е место, победив Гизеллу Тари из Венгрии — 5:2 и Марион Ллойд из США — 5:4, уступив Хелене Майер из Германии — 2:5, Мюриэл Фримен из Великобритании — 2:5, Ольге Элькерс из Германии — 1:5 и Глэдис Дэниелл из Великобритании — 4:5.
Умерла 28 июня 1970 года в Париже.